# Erzurum
Erzurum (Arzen thời cổ, Karin trong tiếng Armenia cổ, Theodosiupolis hay Theodosiopolis trong thời Byzantin, tiếng Kurd: Erzorom) là một thành phố tự trị (büyük şehir) đồng thời cũng là một tỉnh (il) của Thổ Nhĩ Kỳ. Được gọi là "Rock" trong mã NATO, Erzurum phục vụ như là tiền đồn không quân cực đông nam của NATO trong Chiến tranh Lạnh. Erzurum có một số các cơ sở thể thao mùa đông tốt nhất các cơ sở ở Thổ Nhĩ Kỳ và tổ chức Universiade mùa đông 2011.
Thành phố ở phía đông vùng Anatolia, giáp các tỉnh và thành phố Kars và Ağrı về phía đông, Muş và Bingöl về phía nam, Erzincan và Bayburt về phía tây, Rize và Artvin về phía bắc, Ardahan về phía đông bắc.

## Địa lý - Khí hậu

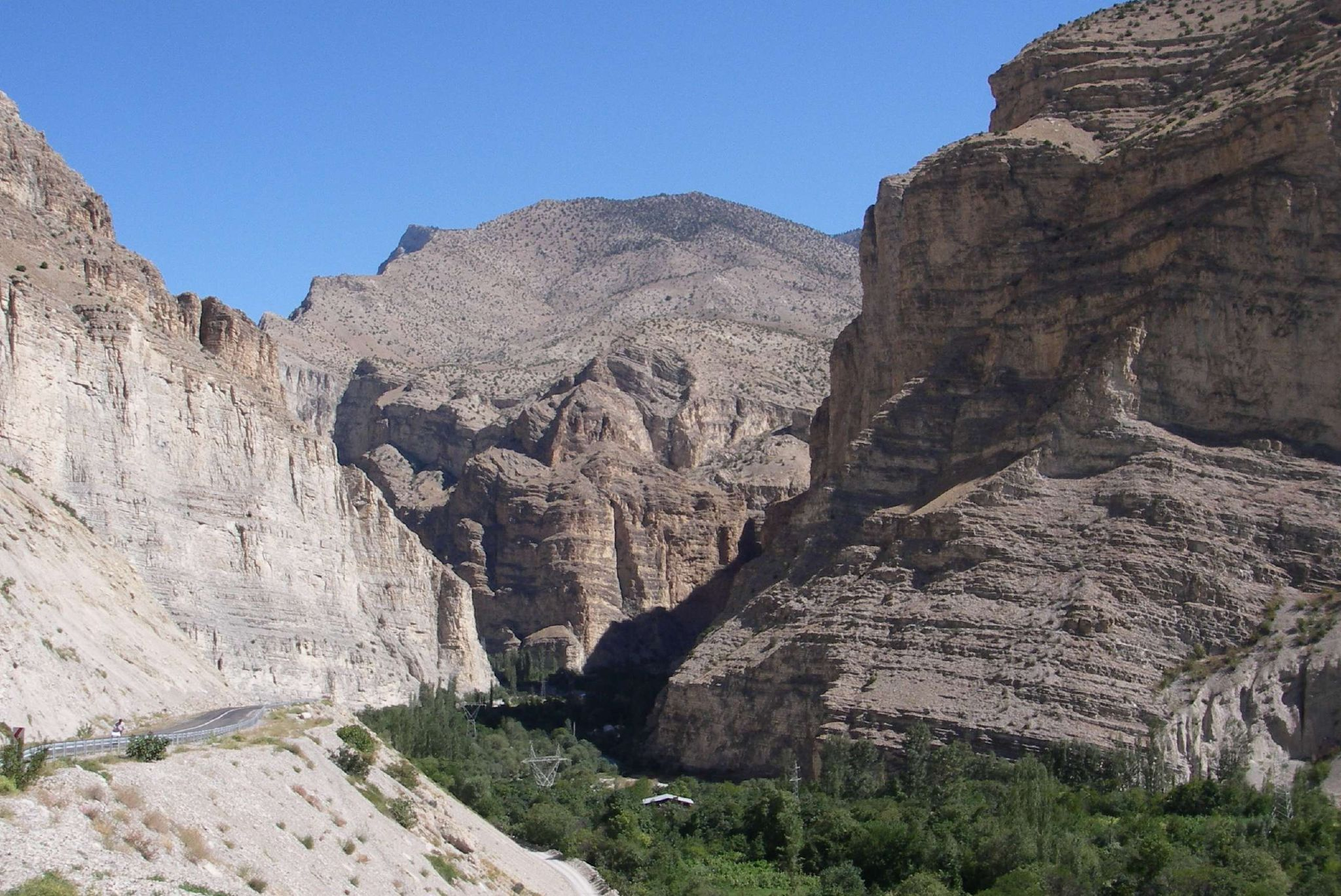
Thung lũng sông Tortum, tỉnh Erzurum

Thành phố Erzurum có diện tích lớn thứ 4 trong các đơn vị hành chính cấp tỉnh ở Thổ Nhĩ Kỳ, nằm ở độ cao 1.757 mét (5.766 foot) trên mực nước biển. Phần lớn diện tích là đồi núi. Phần lớn cao nguyên cao hơn 2.000 m trên mực nước biển còn các vùng núi cao hơn 3.000 m. Các dãy núi phía nam là dãy núi Palandöken (đỉnh cao nhất Büyük Ejder 3.176 m) và dãy núi Şahveled (đỉnh cao nhất là núi Çakmak cao 3.063 m). Các dãy núi phía bắc Anatolia có dãy núi Mescit (đỉnh cao nhất 3.239 m), dãy núi Kargapazarı (đỉnh cao nhất 3.169 m) và dãy núi Allahuekber. Có hai vùng đồng bằng giữa hai dãy núi này là đồng bằng Erzurum và đồng bằng Hasankale.
Khí hậu lục địa chi phối tỉnh này với mùa đông dài và khắc nghiệt, mùa hè ngắn và ôn hòa.
| Dữ liệu khí hậu của Erzurum                   | Dữ liệu khí hậu của Erzurum | Dữ liệu khí hậu của Erzurum | Dữ liệu khí hậu của Erzurum | Dữ liệu khí hậu của Erzurum | Dữ liệu khí hậu của Erzurum | Dữ liệu khí hậu của Erzurum | Dữ liệu khí hậu của Erzurum | Dữ liệu khí hậu của Erzurum | Dữ liệu khí hậu của Erzurum | Dữ liệu khí hậu của Erzurum | Dữ liệu khí hậu của Erzurum | Dữ liệu khí hậu của Erzurum | Dữ liệu khí hậu của Erzurum |
| Tháng                                         | 1                           | 2                           | 3                           | 4                           | 5                           | 6                           | 7                           | 8                           | 9                           | 10                          | 11                          | 12                          | Năm                         |
| --------------------------------------------- | --------------------------- | --------------------------- | --------------------------- | --------------------------- | --------------------------- | --------------------------- | --------------------------- | --------------------------- | --------------------------- | --------------------------- | --------------------------- | --------------------------- | --------------------------- |
| Cao kỉ lục °C (°F)                            | 8.0 (46.4)                  | 10.6 (51.1)                 | 21.4 (70.5)                 | 26.5 (79.7)                 | 29.6 (85.3)                 | 32.2 (90.0)                 | 35.6 (96.1)                 | 36.5 (97.7)                 | 33.3 (91.9)                 | 27.0 (80.6)                 | 20.7 (69.3)                 | 14.0 (57.2)                 | 36.5 (97.7)                 |
| Trung bình ngày tối đa °C (°F)                | −4.0 (24.8)                 | −2.4 (27.7)                 | 3.9 (39.0)                  | 12.1 (53.8)                 | 17.6 (63.7)                 | 22.9 (73.2)                 | 27.7 (81.9)                 | 28.5 (83.3)                 | 23.7 (74.7)                 | 16.4 (61.5)                 | 7.3 (45.1)                  | −1.2 (29.8)                 | 12.7 (54.9)                 |
| Trung bình ngày °C (°F)                       | −10.2 (13.6)                | −8.8 (16.2)                 | −1.9 (28.6)                 | 5.5 (41.9)                  | 10.5 (50.9)                 | 14.8 (58.6)                 | 19.1 (66.4)                 | 19.5 (67.1)                 | 14.3 (57.7)                 | 8.1 (46.6)                  | 0.2 (32.4)                  | −7.1 (19.2)                 | 5.3 (41.5)                  |
| Tối thiểu trung bình ngày °C (°F)             | −15.9 (3.4)                 | −14.7 (5.5)                 | −7.5 (18.5)                 | −0.7 (30.7)                 | 3.4 (38.1)                  | 6.1 (43.0)                  | 9.9 (49.8)                  | 10.0 (50.0)                 | 4.4 (39.9)                  | 0.3 (32.5)                  | −6.0 (21.2)                 | −12.4 (9.7)                 | −1.9 (28.6)                 |
| Thấp kỉ lục °C (°F)                           | −36.0 (−32.8)               | −37.0 (−34.6)               | −33.2 (−27.8)               | −22.4 (−8.3)                | −7.1 (19.2)                 | −5.6 (21.9)                 | −1.8 (28.8)                 | −1.1 (30.0)                 | −6.8 (19.8)                 | −14.1 (6.6)                 | −34.3 (−29.7)               | −37.2 (−35.0)               | −37.2 (−35.0)               |
| Lượng Giáng thủy trung bình mm (inches)       | 16.2 (0.64)                 | 19.4 (0.76)                 | 34.9 (1.37)                 | 56.2 (2.21)                 | 72.4 (2.85)                 | 42.1 (1.66)                 | 21.9 (0.86)                 | 16.5 (0.65)                 | 22.7 (0.89)                 | 46.8 (1.84)                 | 25.6 (1.01)                 | 21.3 (0.84)                 | 396.0 (15.59)               |
| Số ngày giáng thủy trung bình                 | 9.90                        | 9.80                        | 12.27                       | 16.93                       | 19.27                       | 12.63                       | 8.43                        | 7.90                        | 6.90                        | 10.80                       | 8.50                        | 9.97                        | 133.3                       |
| Số ngày tuyết rơi trung bình                  | 12                          | 12                          | 12                          | 5                           | 1                           | 0                           | 0                           | 0                           | 0                           | 1                           | 6                           | 12                          | 61                          |
| Độ ẩm tương đối trung bình (%)                | 79                          | 78                          | 76                          | 67                          | 62                          | 58                          | 52                          | 48                          | 49                          | 64                          | 74                          | 80                          | 66                          |
| Số giờ nắng trung bình tháng                  | 108.5                       | 121.5                       | 155.0                       | 183.0                       | 235.6                       | 300.0                       | 331.7                       | 316.2                       | 252.0                       | 201.5                       | 144.0                       | 89.9                        | 2.438,9                     |
| Số giờ nắng trung bình ngày                   | 3.5                         | 4.3                         | 5.0                         | 6.1                         | 7.6                         | 10.0                        | 10.7                        | 10.2                        | 8.4                         | 6.5                         | 4.8                         | 2.9                         | 6.7                         |
| Nguồn 1: Turkish State Meteorological Service |                             |                             |                             |                             |                             |                             |                             |                             |                             |                             |                             |                             |                             |
| Nguồn 2: Climatebase.ru                       |                             |                             |                             |                             |                             |                             |                             |                             |                             |                             |                             |                             |                             |

## Hành chính
Năm 1993, cụm đô thị Erzurum được thành lập bao gồm 3 quận/huyện trong tỉnh Erzurum là: Aziziye, Palandöken và Yakutiye. Năm 2012, Thổ Nhĩ Kỳ thông qua luật, công nhận các tỉnh có dân số trên 750.000 người là những đại đô thị, do đó có quyền tự chủ hơn so với cái tỉnh (il) khác. Với luật này, tỉnh Erzurum trở thành thành phố tự trị với 20 đơn vị hành chính cấp huyện sau:

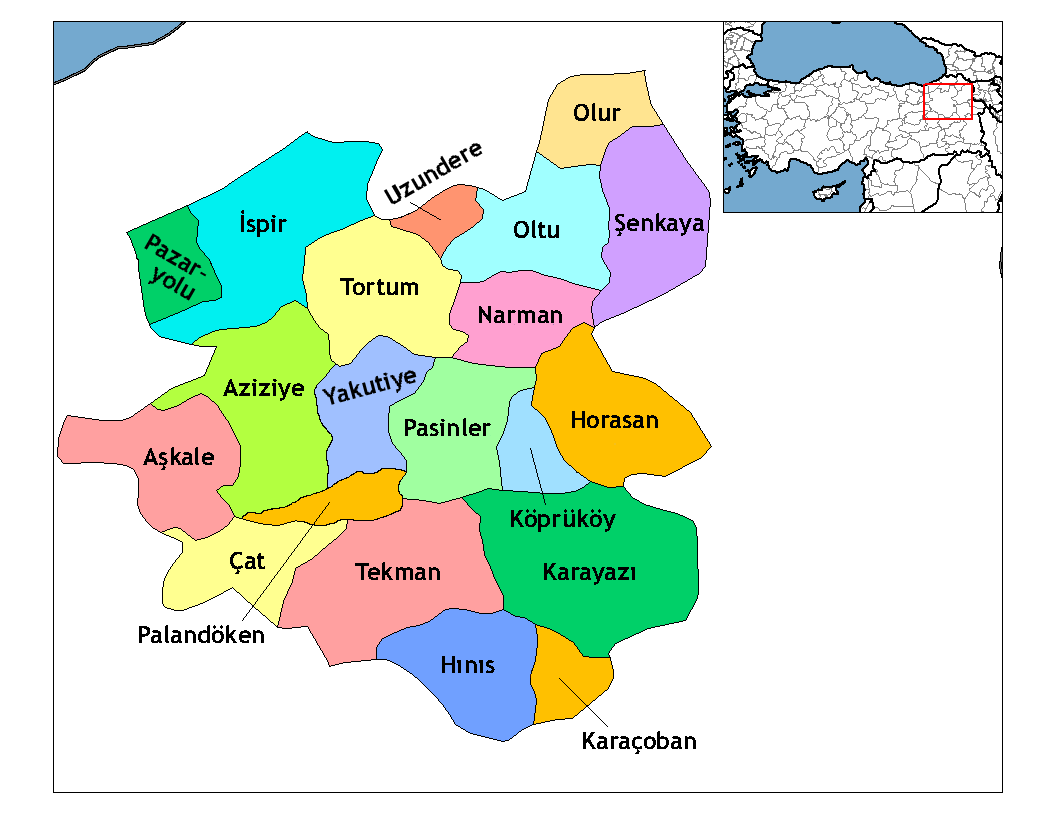
Bản đồ các huyện của tỉnh Erzurum trước 2012.

| - Aşkale - Aziziye - Çat - Hınıs - Horasan - İspir - Karaçoban - Karayazı - Köprüköy - Narman | - Oltu - Olur - Palandöken - Pasinler - Pazaryolu - Şenkaya - Tekman - Tortum - Uzundere - Yakutiye |